# Edson Buddle
Edson Michael Buddle (ur. 21 maja 1981 w New Rochelle) – amerykański piłkarz występujący najczęściej na pozycji napastnika. Posiada również obywatelstwo jamajskie.

## Początki
Ojciec Buddle'a, Winston, był Jamajczykiem i również zawodowo uprawiał futbol. Edson przyszedł na świat w New Rochelle w stanie Nowy Jork, a jego imię pochodzi od pełnego nazwiska Pelé, które brzmi Edson Arantes do Nascimento. Młody Buddle uczęszczał do State Fair Community College, gdzie grywał w uniwersyteckiej drużynie State Fair Roadrunners. Zaliczył też udany epizod w drugoligowym zespole Long Island Rough Riders.

## Kariera klubowa
Dobre występy w A-League przyciągnęły uwagę najsilniejszych klubów z najwyższej ligi Stanów Zjednoczonych, czyli Major League Soccer. Buddle został wylosowany przez Columbus Crew w MLS SuperDraft 2001. W swoim pierwszym sezonie grał bardzo mało - pojawił się na boisku na jedynie 556 minut - jednak zaprezentował swój duży talent, zdobywając 3 gole i 2 asysty. Podstawowym zawodnikiem został już w kolejnym roku, gdzie okazał się jednym z najlepszych młodych napastników ligi, zdobywając 9 goli.
W 2006 roku został sprzedany do New York Red Bulls w zamian za Eddiego Gavena i Chrisa Leitcha. Tutaj zaprezentował się jednak przeciętnie i już po roku za sumę 300 tys. euro przeszedł do Toronto FC.
13 czerwca 2007 został zawodnikiem Los Angeles Galaxy, a w zamian szeregi Toronto FC zasilił Tyrone Marshall. Już w swoim debiucie w drużynie Galaxy Buddle zdobył gola - przeciwko Real Salt Lake. Mimo to miał problem z wywalczeniem miejsca w podstawowym składzie, o które oprócz niego rywalizowali Landon Donovan, Carlos Ruiz i Alan Gordon. W sukurs przyszła mu kontuzja Ruiza oraz liczne powołania do reprezentacji USA dla Donovana. W sezonie 2008 Buddle zdobył 2 hat-tricki: w 8 kolejce przeciwko FC Dallas i w 12 kolejce przeciwko San Jose Earthquakes.

### Statystyki klubowe
| Klub               | Sezon | Rozgrywki           | Liga    | Liga | Play-offy | Play-offy |
| Klub               | Sezon | Rozgrywki           | Występy | Gole | Występy   | Gole      |
| ------------------ | ----- | ------------------- | ------- | ---- | --------- | --------- |
| Los Angeles Galaxy | 2010  | Major League Soccer | 0       | 0    | 0         | 0         |
| Los Angeles Galaxy | 2009  | Major League Soccer | 19      | 5    | 4         | 0         |
| Los Angeles Galaxy | 2008  | Major League Soccer | 27      | 15   | -         | -         |
| Los Angeles Galaxy | 2007  | Major League Soccer | 16      | 5    | -         | -         |
| Toronto FC         | 2007  | Major League Soccer | 10      | 0    | -         | -         |
| NY Red Bulls       | 2006  | Major League Soccer | 28      | 6    | 0         | 0         |
| Columbus Crew      | 2005  | Major League Soccer | 23      | 9    | -         | -         |
| Columbus Crew      | 2004  | Major League Soccer | 24      | 11   | 2         | 1         |
| Columbus Crew      | 2003  | Major League Soccer | 21      | 10   | -         | -         |
| Columbus Crew      | 2002  | Major League Soccer | 21      | 9    | 3         | 1         |
| Columbus Crew      | 2001  | Major League Soccer | 17      | 3    | 2         | 0         |
| LI Rough Riders    | 2000  | A-League            | 26      | 11   | -         | -         |

Ostatnia aktualizacja: 1 stycznia 2010.

## Kariera reprezentacyjna
W barwach reprezentacji Stanów Zjednoczonych U-20 Buddle brał udział w Mistrzostwach Świata w 2001 roku. W dorosłej reprezentacji zadebiutował 29 marca 2003 w towarzyskim spotkaniu z Wenezuelą. 11 maja 2010 został powołany do szerokiej kadry na Mundial 2010.

### Statystyki reprezentacyjne
| Reprezentacja | Rok  | Mecze | Gole |
| ------------- | ---- | ----- | ---- |
| USA           | 2010 | 2     | 2    |
| USA           | 2009 | 0     | 0    |
| USA           | 2008 | 0     | 0    |
| USA           | 2007 | 0     | 0    |
| USA           | 2006 | 0     | 0    |
| USA           | 2005 | 0     | 0    |
| USA           | 2004 | 0     | 0    |
| USA           | 2003 | 1     | 0    |

Ostatnia aktualizacja: 10 czerwca 2010.